# Zaizen Nobuyuki
Nobuyuki Zaizen (sinh ngày 16 tháng 10 năm 1976) là một cầu thủ bóng đá người Nhật Bản.

## Sự nghiệp câu lạc bộ
Nobuyuki Zaizen đã từng chơi cho Verdy Kawasaki, Logroñés, Rijeka, Vegalta Sendai và Montedio Yamagata.